# Comezzano-Cizzago
Comezzano-Cizzago (Comezà-Sizàch in dialetto bresciano) è un comune italiano di 4 164 abitanti della provincia di Brescia, in Lombardia, situato nella parte occidentale della provincia. Il comune è frutto dell'annessione di Cizzago a Comezzano durante il periodo fascista.

## Storia

### Simboli

Gli stemmi di Comezzano e Cizzago

Il Comune utilizza gli emblemi dei due enti originari, uniti nel 1928, in due distinti scudi affiancati 
tra loro.
Comezzano
Nello stemma di Comezzano sono raffigurati i prodotti agricoli locali: avena e uva.
Cizzago
Lo stemma di Cizzago, sormontato da un elmo con lambrecchini, pare derivato da quello di una qualche famiglia locale e il suo uso risale almeno al 1910 
quando l'emblema veniva posto sulla facciata del municipio.

## Monumenti e luoghi di interesse

### Comezzano
- Castello di Comezzano;
- Chiesa dei Santi Faustino e Giovita.

### Cizzago
- Chiesa del Sacro Cuore di Gesù e San Giorgio
- Chiesa della Beata Vergine di Lourdes

## Società

### Evoluzione demografica
Abitanti censiti

Negli ultimi anni sono aumentati gli immigrati, soprattutto albanesi, marocchini, ucraini e cinesi.

## Amministrazione
| Periodo        | Periodo        | Primo cittadino      | Partito                                                            | Carica  | Note |
| -------------- | -------------- | -------------------- | ------------------------------------------------------------------ | ------- | ---- |
| 24 aprile 1995 | 14 giugno 2004 | Renato Mondini       | lista civica di centrosinistra                                     | Sindaco |      |
| 14 giugno 2004 | 8 giugno 2009  | Mario Pietta         | lista civica di centrosinistra                                     | Sindaco |      |
| 8 giugno 2009  | 27 maggio 2019 | Mauro Maffioli       | Il Popolo della Libertà-Lega Nord poi lista civica di centrodestra | Sindaco |      |
| 27 maggio 2019 | 10 giugno 2024 | Alida Potieri        | lista civica di centrosinistra                                     | Sindaco |      |
| 10 giugno 2024 | in carica      | Massimiliano Metelli | Lega-FI-Lombardia Ideale                                           | Sindaco |      |